# Guatapurí
Il Guatapurí (spagnolo: Río Guatapurí) è un breve fiume della costa caraibica della Colombia, nel nord del Paese, che scorre nel Dipartimento di Cesar.
Nasce dalla laguna Curigua, situata sul versante orientale della Sierra Nevada de Santa Marta, a 3.500 metri sul livello del mare. Dopo circa 80 km, il Guatapurí sfocia nel fiume Cesar da destra, presso la città di Valledupar.
La sua fonte principale è il lago Curiba, situato a 4.400 metri sul livello del mare; gli altri suoi maggiori affluenti sono i fiumi Donachui, Capitanejo e Los Mangos.

## Etimologia
Il suo nome deriva dalla lingua chimila e significa "acqua fredda".